# Équipe cycliste BridgeLane
L'équipe cycliste BridgeLane (officiellement Team BridgeLane) est une équipe cycliste australienne participant aux circuits continentaux de cyclisme et en particulier l'UCI Oceania Tour. L'équipe est créée en 2000 sous le nom de Praties sous licence australienne qu'elle garde jusqu'en 2014 inclus puis néozélandaise en 2015 et de nouveau australienne depuis 2016. Depuis 2008, elle court avec le statut d'équipe continentale.

## Histoire de l'équipe
L'équipe est fondée en 2000 comme équipe amateur. Depuis 2008, elle possède une licence UCI comme équipe continentale. Le siège de l'équipe est basé en Tasmanie. Le sponsor est la chaîne de restaurants Praties. Depuis 2010, c'est la société australienne Genesys Wealth Advisers qui est le sponsor principal. Le manager est Andrew Christie-Johnston, qui est secondé par le directeur sportif Steve Price. 
L'équipe a pris part durant son existence au Tour du lac Qinghai, au Tour de Taïwan et au Herald Sun Tour. Le plus célèbre coureur à être passé par l'équipe est Richie Porte, qui a notamment remporté plusieurs épreuves World Tour. William Clarke est également un ancien coureur de l'équipe.
En 2019, après le retrait des principaux sponsors, l'équipe poursuit son activité sous le nom de BridgeLane en fusionnant avec l'équipe Mobius-BridgeLane. Cette dernière disparaît et son directeur Tom Petty intègre la direction de BridgeLane aux côtés de Andrew Christie-Johnston. Steve Price quitte l'équipe et met fin à ses activités dans le cyclisme.

## Principales victoires

### Courses d'un jour
- Japan Cup : Nathan Haas (2011)
- REV Classic : Patrick Bevin (2015)
- Maurienne Classic : Matthew Dinham (2022)
- Paris-Troyes : Liam Walsh (2024)

### Courses par étapes
- Tour de Tasmanie : Richie Porte (2008), Nathan Haas (2011)
- Herald Sun Tour : Nathan Haas (2011)
- New Zealand Cycle Classic : Nathan Earle (2013), Taylor Gunman (2015), Ben O'Connor (2016), Joseph Cooper (2017), Rylee Field (2020)
- Tour de Southland : Mitchell Lovelock-Fay (2014)
- Tour d'Okinawa : Jason Christie (2015)
- Tour de Taïwan : Robbie Hucker (2016), Nicholas White (2020)
- Tour du Japon : Chris Harper (2019)
- Tour de Savoie Mont-Blanc : Chris Harper (2019)

### Championnats continentaux
- Championnat d'Océanie sur route : 8
  - Course en ligne : 2015 (Taylor Gunman), 2016, 2017 (Sean Lake), 2018 (Chris Harper) et 2023 (Liam Walsh)
  - Contre-la-montre : 2016 et 2017 (Sean Lake)
  - Contre-la-montre espoirs : 2024 (Jackson Medway)

### Championnats nationaux
- Championnats d'Australie sur route : 2
  - Course en ligne espoirs : 2016 (Chris Hamilton)
  - Contre-la-montre espoirs : 2024 (Jackson Medway)
- Championnats de Nouvelle-Zélande sur route : 4
  - Course en ligne : 2015 et 2017 (Joseph Cooper)
  - Contre-la-montre : 2013 (Joseph Cooper) et 2014 (Taylor Gunman)

## Classements UCI
Depuis 2008, l'équipe participe aux épreuves des circuits continentaux et en particulier de l'UCI Oceania Tour. Les tableaux ci-dessous présentent les classements de l'équipe sur les différents circuits, ainsi que son meilleur coureur au classement individuel.
UCI Asia Tour
| UCI Asia Tour | UCI Asia Tour          | UCI Asia Tour                             | UCI Asia Tour |
| Année         | Classement par équipes | Meilleur coureur au classement individuel |               |
| ------------- | ---------------------- | ----------------------------------------- | ------------- |
| 2009          | 46e                    | Richie Porte (191e)                       |               |
| 2010          | 26e                    | Joel Pearson (70e)                        |               |
| 2011          | 64e                    | Anthony Giacoppo (327e)                   |               |
| 2012          | 9e                     | Anthony Giacoppo (27e)                    |               |
| 2013          | 14e                    | Nathan Earle (24e)                        |               |
| 2014          | 21e                    | Neil van der Ploeg (43e)                  |               |
| 2015          | 9e                     | Patrick Bevin (7e)                        |               |
| 2016          | 8e                     | Robbie Hucker (51e)                       |               |
| 2017          | 3e                     | Cameron Bayly (16e)                       |               |
| 2018          | 13e                    | Anthony Giacoppo (62e)                    |               |
|               |                        |                                           |               |
| Source : UCI  |                        |                                           |               |

UCI Europe Tour
| UCI Europe Tour | UCI Europe Tour        | UCI Europe Tour                           | UCI Europe Tour |
| Année           | Classement par équipes | Meilleur coureur au classement individuel |                 |
| --------------- | ---------------------- | ----------------------------------------- | --------------- |
| 2009            | 88e                    | Richie Porte (207e)                       |                 |
| 2011            | 112e                   | Nathan Earle (1020e)                      |                 |
| 2013            | 96e                    | Campbell Flakemore (230e)                 |                 |
| 2014            | 83e                    | Jack Haig (270e)                          |                 |
| 2015            | 126e                   | Jason Christie (964e)                     |                 |
| 2016            | 100e                   | Anthony Giacoppo (654e)                   |                 |
| 2017            | 103e                   | Cameron Bayly (910e)                      |                 |
| 2018            | 116e                   | Chris Harper (1065e)                      |                 |
|                 |                        |                                           |                 |
| Source : UCI    |                        |                                           |                 |

UCI Oceania Tour
| UCI Oceania Tour | UCI Oceania Tour       | UCI Oceania Tour                          | UCI Oceania Tour |
| Année            | Classement par équipes | Meilleur coureur au classement individuel |                  |
| ---------------- | ---------------------- | ----------------------------------------- | ---------------- |
| 2008             | 7e                     | Richie Porte (14e)                        |                  |
| 2009             | 7e                     | Richie Porte (14e)                        |                  |
| 2010             | 16e                    | William Clarke (41e)                      |                  |
| 2011             | 2e                     | Nathan Haas (2e)                          |                  |
| 2012             | 5e                     | Campbell Flakemore (12e)                  |                  |
| 2013             | 1er                    | Nathan Earle (2e)                         |                  |
| 2014             | 1er                    | Brenton Jones (3e)                        |                  |
| 2015             | 1er                    | Taylor Gunman (1er)                       |                  |
| 2016             | 1er                    | Sean Lake (1er)                           |                  |
| 2017             | 2e                     | Sean Lake (4e)                            |                  |
| 2018             | 1er                    | Chris Harper (1er)                        |                  |
| 2019             | 1er                    | Chris Harper (8e)                         |                  |
| 2020             | 2e                     | Nicholas White (19e)                      |                  |
| 2021             | 3e                     | Nicholas White (40e)                      |                  |
| 2022             | 2e                     | Matthew Dinham (21e)                      |                  |
| 2023             | 3e                     | Liam Walsh (24e)                          |                  |
|                  |                        |                                           |                  |
| Source : UCI     |                        |                                           |                  |

L'équipe est également classée au Classement mondial UCI qui prend en compte toutes les épreuves UCI et concerne toutes les équipes UCI.
| Classement mondial | Classement mondial     | Classement mondial                        | Classement mondial |
| Année              | Classement par équipes | Meilleur coureur au classement individuel |                    |
| ------------------ | ---------------------- | ----------------------------------------- | ------------------ |
| 2016               | -                      | Sean Lake (200e)                          |                    |
| 2017               | -                      | Cameron Bayly (241e)                      |                    |
| 2018               | -                      | Chris Harper (164e)                       |                    |
| 2019               | 46e                    | Chris Harper (130e)                       |                    |
| 2020               | 59e                    | Nicholas White (248e)                     |                    |
| 2021               | 133e                   | Nicholas White (906e)                     |                    |
| 2022               | 52e                    | Matthew Dinham (276e)                     |                    |
| 2023               | 98e                    | Liam Walsh (348e)                         |                    |
| 2024               | 53e                    | Matthew Greenwood (378e)                  |                    |
|                    |                        |                                           |                    |
| Source : UCI       |                        |                                           |                    |

## Saisons précédentes

Portraits
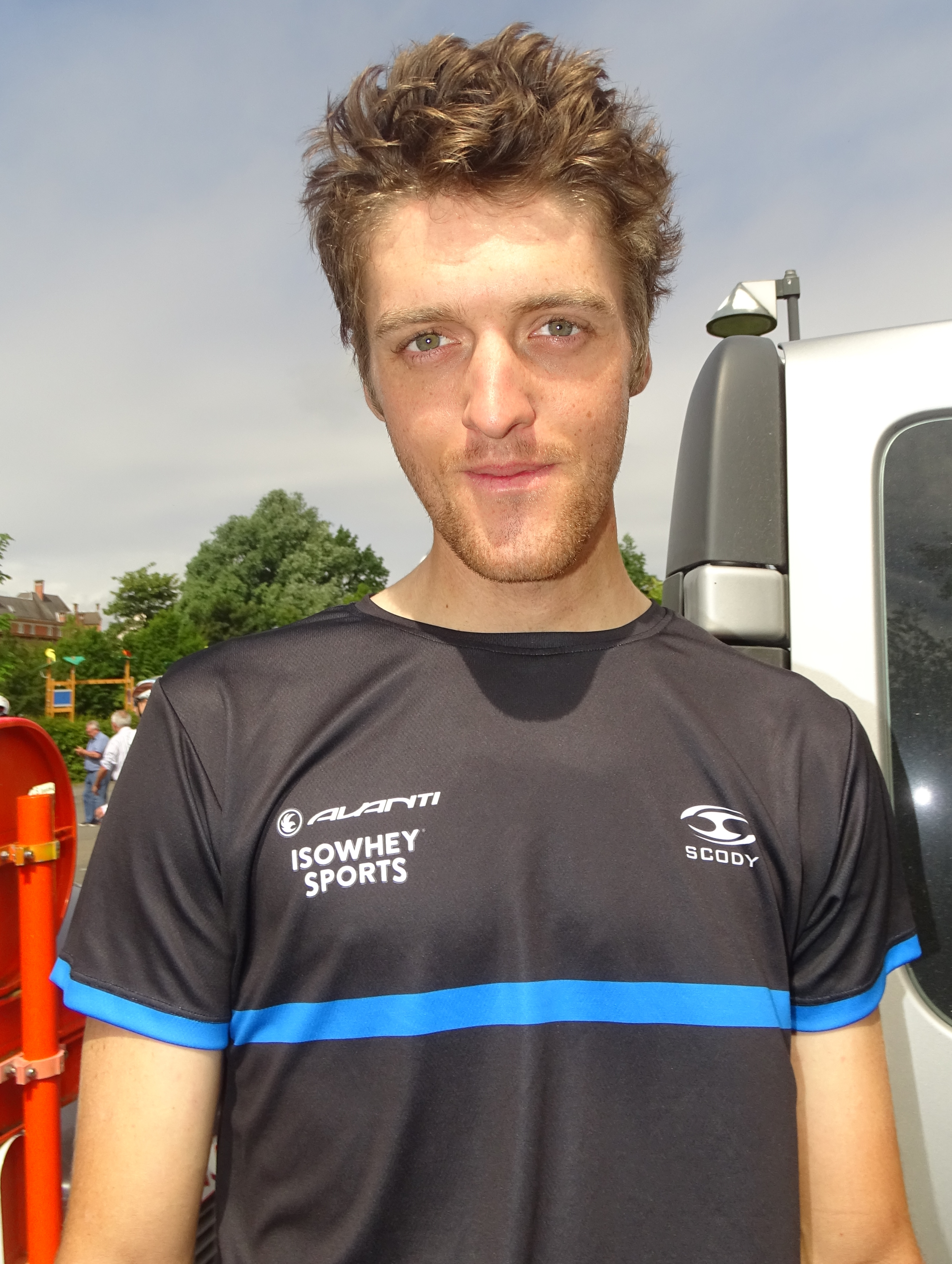
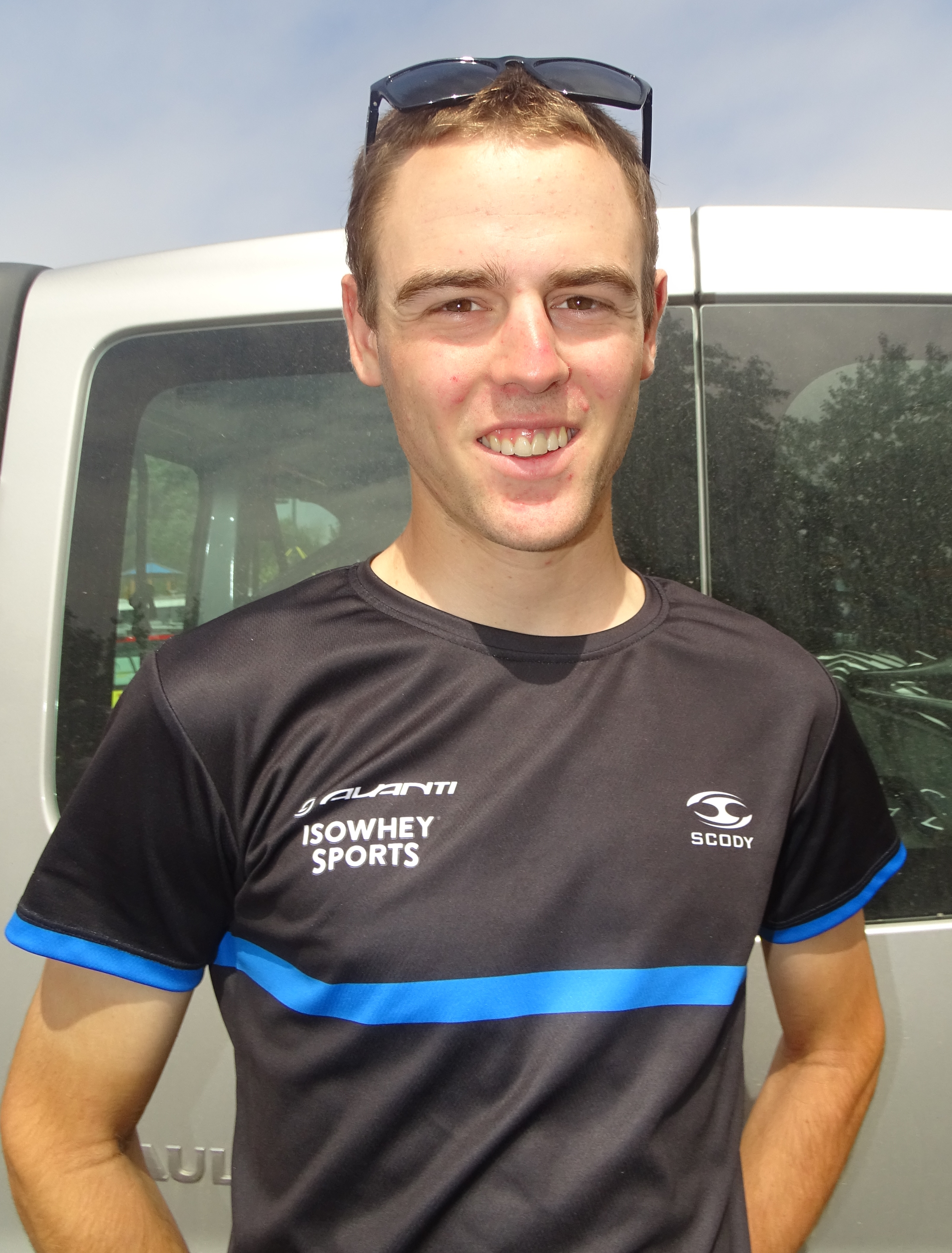
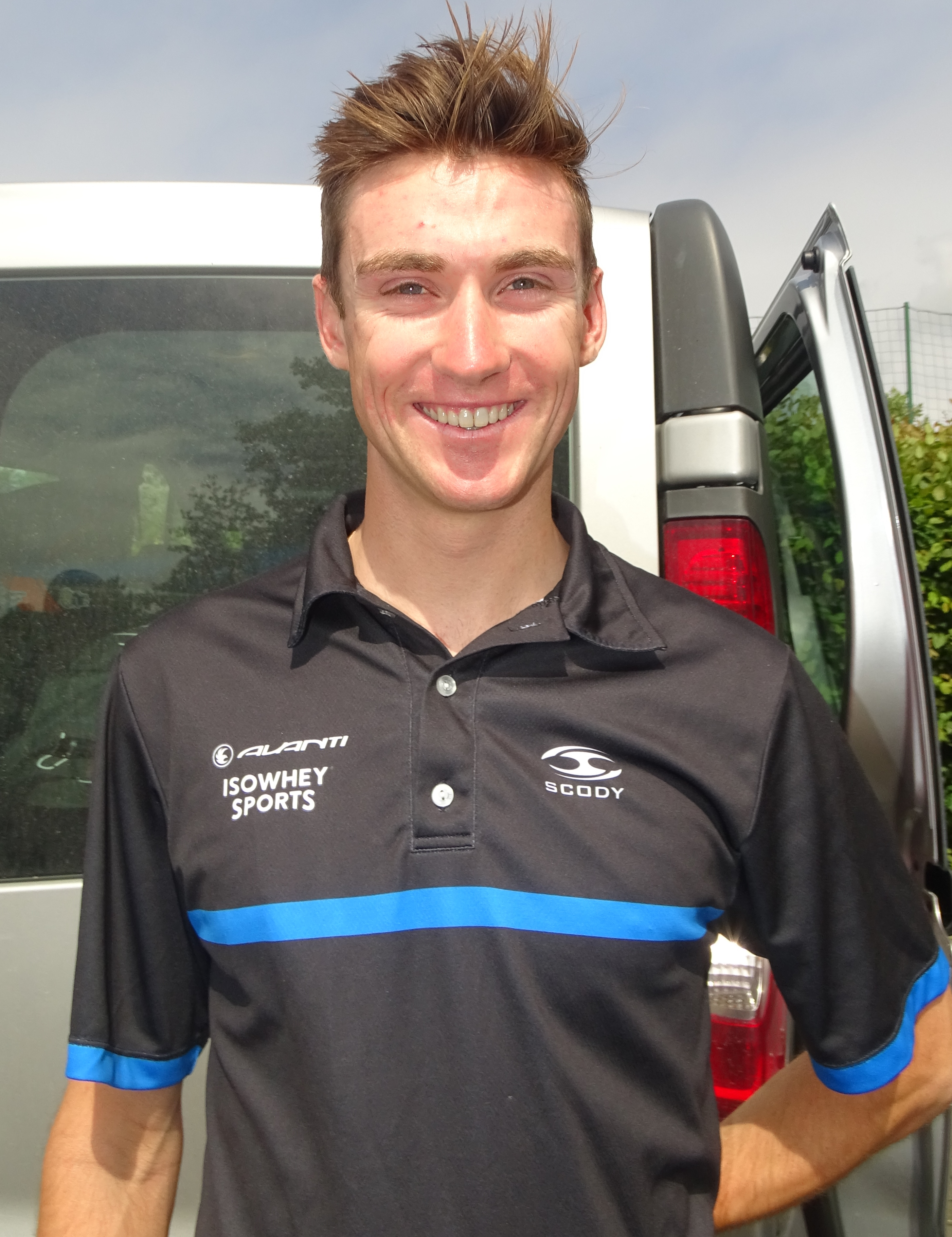
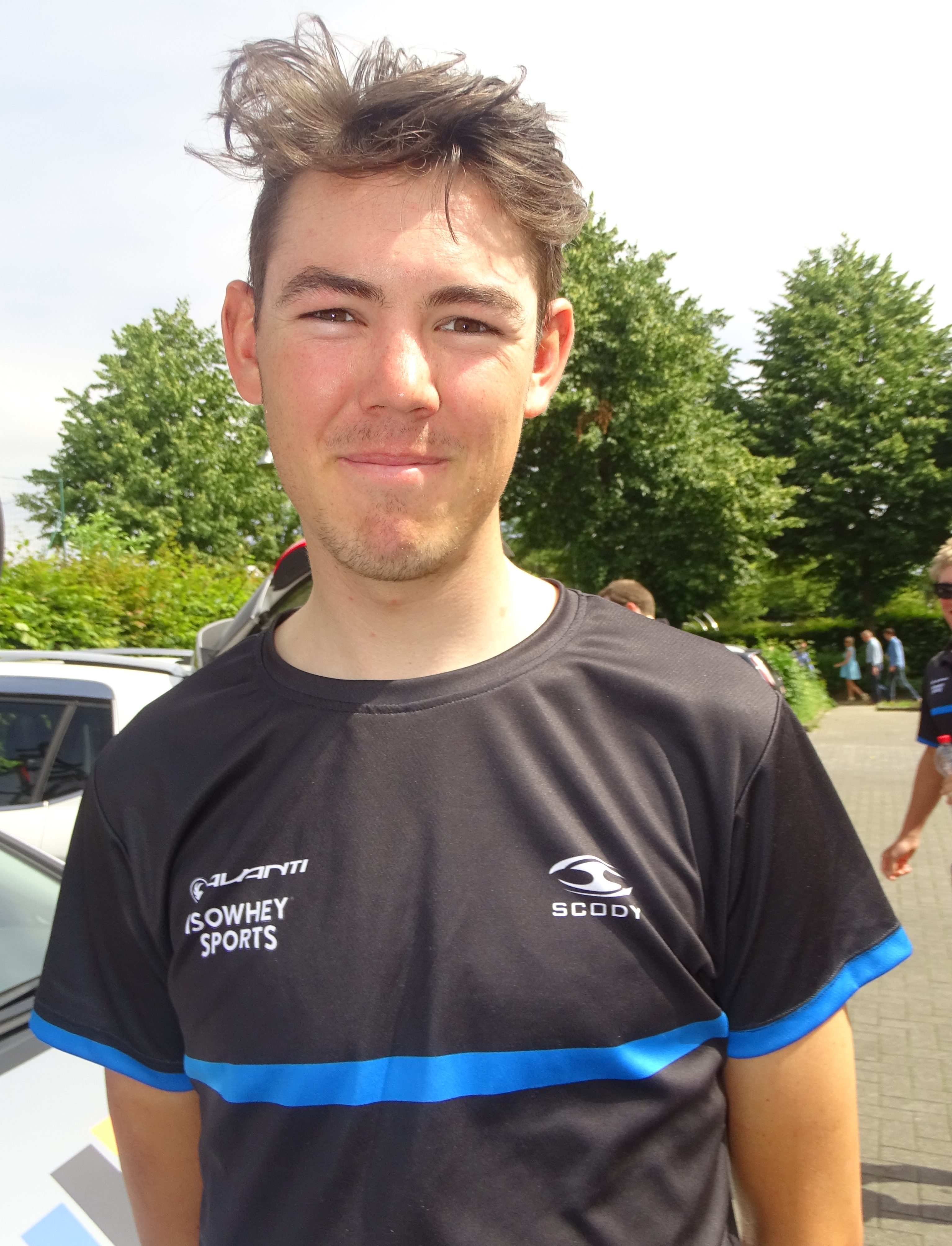
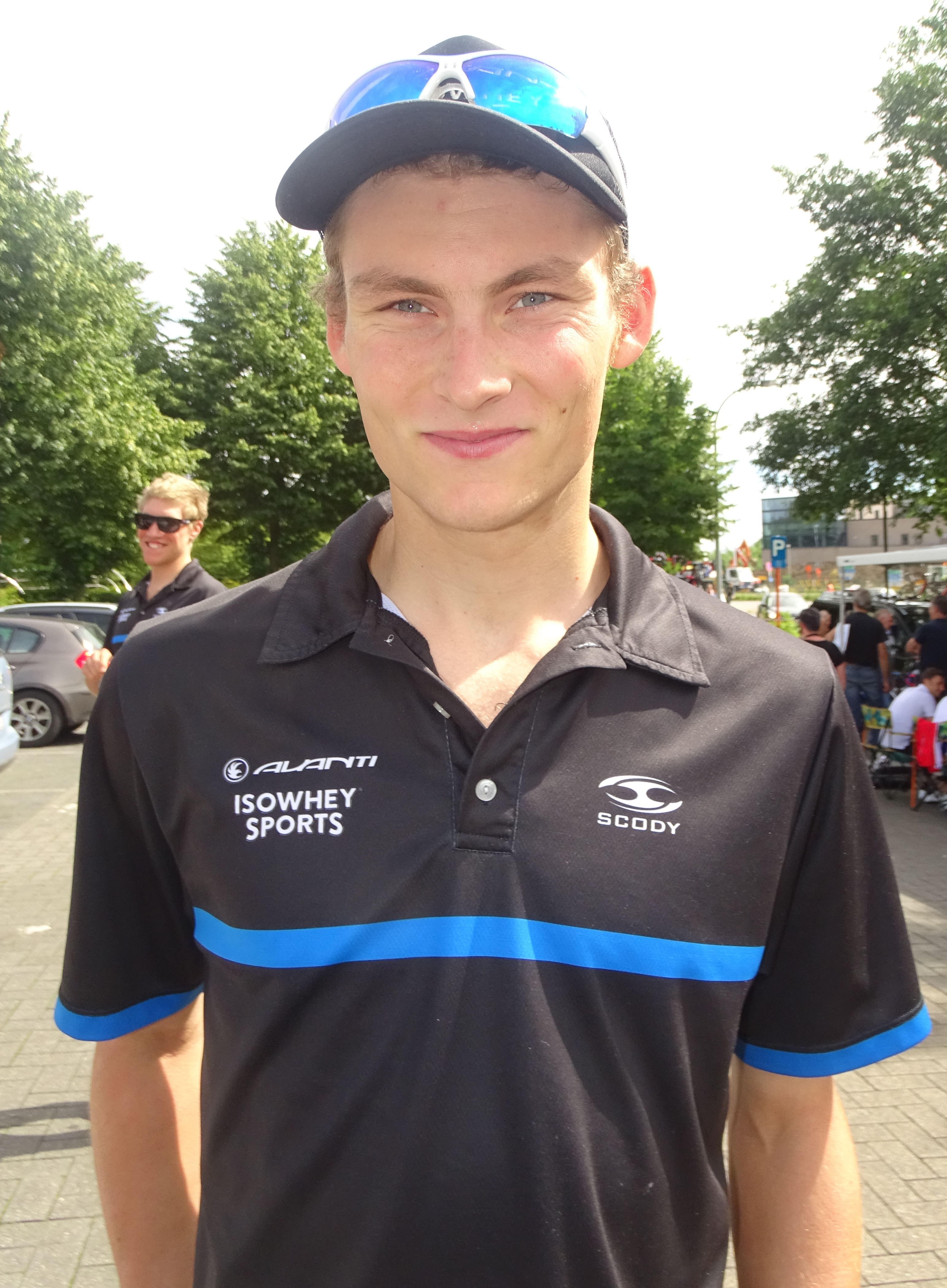
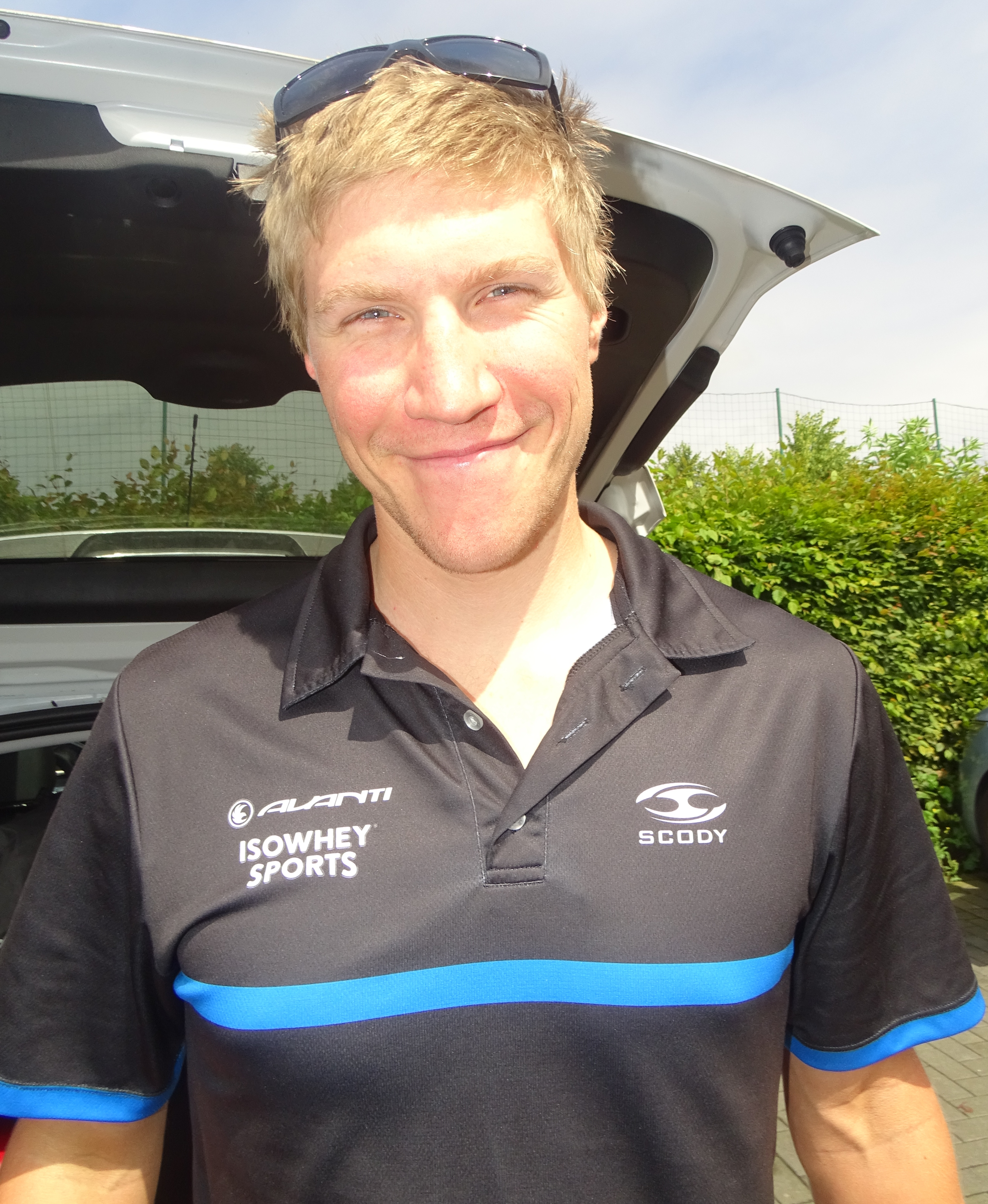
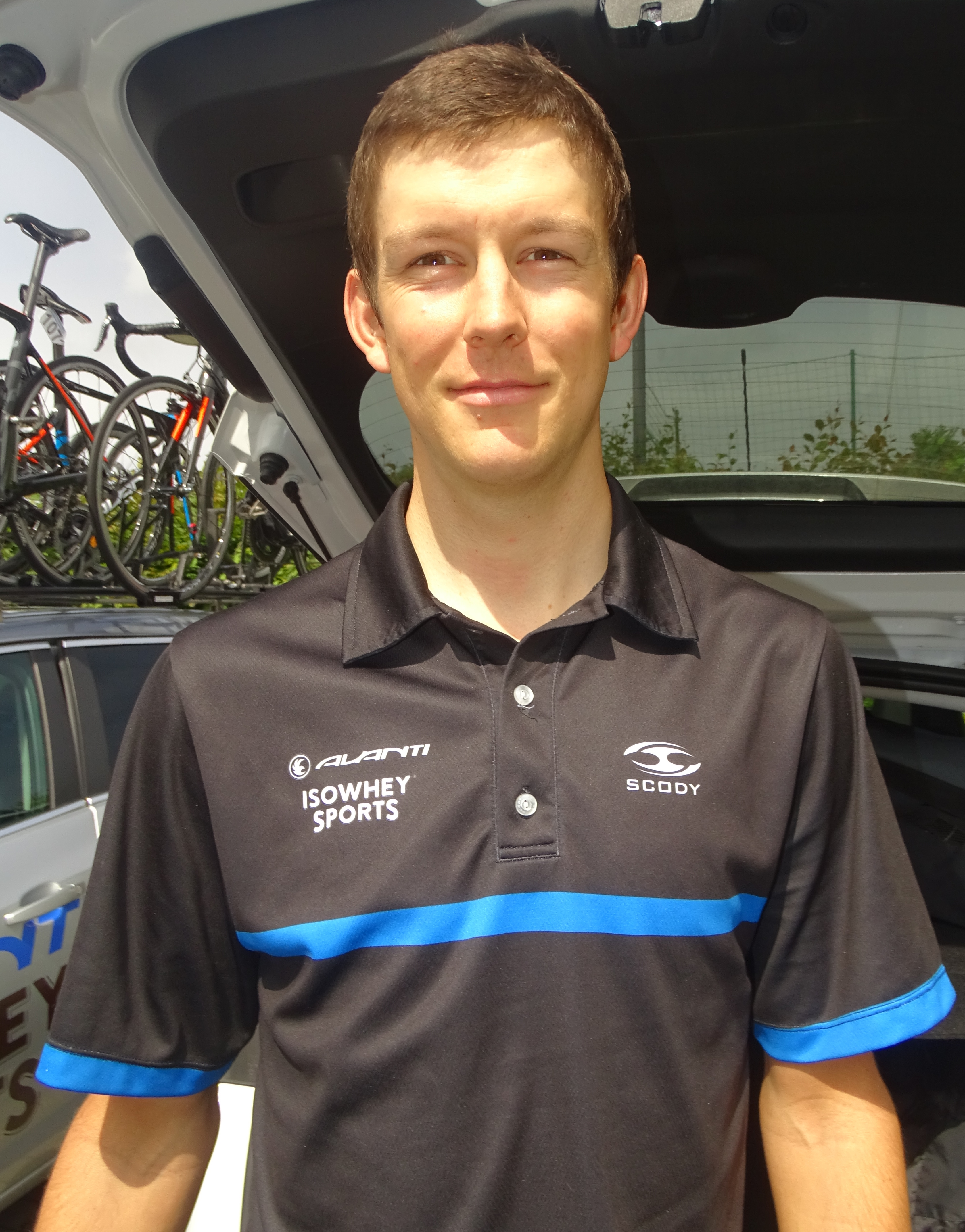
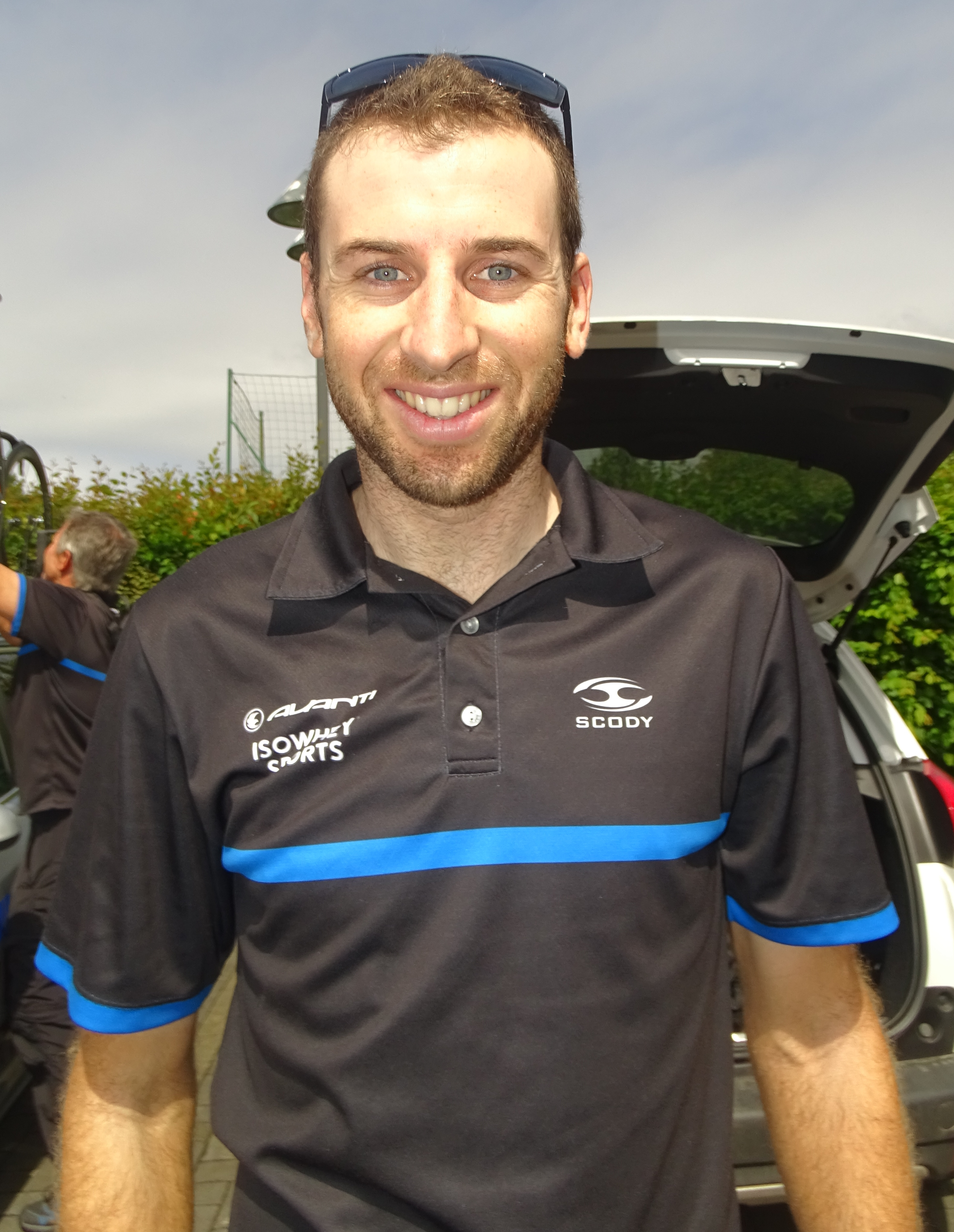

## Team BridgeLane en 2022
| Cycliste                   | Date de naissance | Nationalité | Équipe 2021                      |  |
| -------------------------- | ----------------- | ----------- | -------------------------------- |  |
| Tom Chapman                | 2 juillet 1995    | Australie   |                                  |  |
| Alastair Christie-Johnston | 29 mars 1998      | Australie   | Team BridgeLane                  |  |
| malachi Covington          | 5 juillet 2003    | Australie   |                                  |  |
| Matthew Dinham             | 9 avril 2000      | Australie   | Team BridgeLane                  |  |
| Samual Eddy                | 23 mai 2001       | Australie   | Team BridgeLane                  |  |
| Rylee Field                | 11 juillet 1994   | Australie   | Team BridgeLane                  |  |
| Sam Fox                    | 8 août 2000       | Australie   |                                  |  |
| Dylan George               | 28 mai 2003       | Australie   |                                  |  |
| Sam Jenner                 | 2 avril 1997      | Australie   | Team BridgeLane                  |  |
| Zac Marriage               | 12 novembre 2003  | Australie   |                                  |  |
| Drew Morey                 | 27 novembre 1996  | Australie   | Team BridgeLane                  |  |
| James Panizza              | 25 novembre 2003  | Australie   |                                  |  |
| Rhys Robotham              | 30 décembre 2000  | Australie   | Futuro-Maxxis Pro Cycling (2019) |  |
| Mathew Ross                | 19 mars 1996      | Australie   |                                  |  |
| Aiden Sinclair             | 27 septembre 2003 | Australie   |                                  |  |
| Juan-Pierre van der Merwe  | 10 janvier 1999   | Australie   | Team BridgeLane                  |  |
| James Whelan               | 11 juillet 1996   | Australie   | EF Education-Nippo               |  |
| Nicholas White             | 6 septembre 1997  | Australie   | Team BridgeLane                  |  |